# NASDAQ-100

Evolution du NASDAQ-100 depuis sa création en 1985.

Le NASDAQ-100 (Code mnémonique : NDX) est un indice boursier. Il correspond aux 100 plus grandes entreprises non financières cotées au NASDAQ.
Les entreprises qui ne respectent plus les règles d'inclusion du Nasdaq-100 sont remplacées par de nouvelles entreprises une fois par an la troisième semaine de décembre.

## Historique
L'indice NASDAQ-100 a été mis en place le 31 janvier 1985 par le NASDAQ.
En 1998, des sociétés étrangères ont été admises dans l'indice. Initialement, les exigences étaient strictes, mais elles ont été assouplies en 2002.
Un sommet historique de plus de 4 700 points a été atteint par l'indice en 2000 sur la vague des Dotcom.
À la date du 31 décembre 2016, 461 entreprises distinctes ont été historiquement listées dans cet index. Toutefois, seulement quatre sociétés (Apple, Costco, Intel et PACCAR) figurent dans cet indice depuis l'origine. 
En 2021, 57 % du NASDAQ-100 sont des entreprises technologiques. Les services aux consommateurs avec 21,99 % sont le deuxième secteur le plus important de l'industrie. La Santé Publique représente 7,08 % du NASDAQ-100, les entreprises de biens de consommation font 6,14 % du NASDAQ-100 et les entreprises industrielles 5,92 %.

## Composition
Au 21 mai 2020, les dix entreprises suivantes représentaient 50 % de l'indice :
1. Apple Inc.
2. Microsoft Corporation
3. Amazon.com Inc.
4. Facebook Inc.
5. Alphabet Inc.
6. Intel Corporation
7. Comcast Corporation
8. Cisco Systems Inc.
9. PepsiCo Inc.
10. Adobe Inc.

Au 25 août 2023, les sept entreprises suivantes représentent 51 % de l'indice :
1. Microsoft Corporation
2. Apple Inc.
3. Amazon.com Inc.
4. Nvidia Corporation
5. Tesla Inc.
6. Meta Platforms Inc.
7. Alphabet Inc.

## Instruments négociables basés sur le NASDAQ-100
Le fonds sous le symbole QQQ, dont la structure est similaire à l'indice NASDAQ-100, est négocié sur la bourse NASDAQ et répète avec une grande précision sa dynamique,.